# Bomolocha umbralis
Bomolocha umbralis là một loài bướm đêm trong họ Noctuidae.